# M/S Norwegian Epic
Norwegian Epic er et krydstogtskib ejet af det amerikanske rederi Norwegian Cruise Line (NCL) og bygget under projektnavnet F3 (Freestyle 3) af STX Europe på Chantiers de l'Atlantique skibsværftet i Saint-Nazaire i Frankrig. Skibet er pt. (2013) verdens tredjestørste krydstogtskib og verdens næststørste krydstogtskibsklasse kun overgået af Royal Caribbean Cruise Lines (RCCL) Oasis-klasse. Norwegian Epic er pt. (2013) det største krydstogtskib, der sejler i europæisk farvand.
Samtidig med Norwegian Epic bestilte NCL i november 2006 også et søsterskib med en mulighed på et tredje skib. Som følge af uoverensstemmelser mellem værftet og ordregiveren blev de to søsterskibe imidlertid aldrig til noget.
Efter færdiggørelsen og overtagelsen stævnede Norwegian Epic torsdag den 24. juni 2010 ud på sin jomfrurejse fra Southampton i Storbritannien og ankom til New York den 1. juli. Epic er det største passagerskib, der nogensinde har anløbet New York. I sommerhalvåret sejler skibet i den vestlige del af Middelhavet. I vinterhalvåret sejler skibet i Caribien.

## Generelt
Norwegian Epic overgår NCL’s hidtil største skibe i Norwegian Jewel-klassen med næsten 60.000 BRT og er NCL’s tredje generation af skibe inden for rederiets Freestyle cruise koncept. Skibets størrelse indebærer, at NCL har et skib i "mega-klassen", der kan konkurrere med fx RCCLs og Carnival Cruise Lines "mega-skibe".
Norwegian Epic har i alt plads til 4200 passagerer i ca. 2000 kahytter. Alle udvendige kahytter har balkon. Ifølge NCL er passagerarealet på "Epic" 60 % større end på rederiets hidtil største skibe.
Norwegian Epic er blandt andet udstyret med en klatrevæg, en bowlinghal, en isbar og en Aqua Park med tre vandrutsjebaner.
Norwegian Epic er NCL’s første skib siden M/S Windward fra 1993, der ikke byggedes på et tysk værft. Både NCL’s Norwegian Breakaway og Norwegian Getaway på 144.000 BT, der sættes i drift i henholdsvis 2013 og 2014, bygges på Meyer Werft i Papenburg i Tyskland.